# علا ال حجی
علا ال حجی (عربی: علاء آل حجي؛ زادهٔ ۳ دسامبر ۱۹۹۶) یک ورزشکار اهل عربستان سعودی است.